# Rougnac

Rougnac este o comună în departamentul Charente, Franța. În 1 ianuarie 2022 avea o populație de 398 de locuitori.